# بروک‌هیون (حوزه سرشماری)، نیویورک
بروک‌هیون (به انگلیسی: Brookhaven) یک منطقهٔ مسکونی در ایالات متحده آمریکا است که در شهرستان سافک، نیویورک واقع شده‌است. بروک‌هیون ۱۵٫۳ کیلومتر مربع مساحت و ۳٬۴۵۱ نفر جمعیت دارد و ۳ متر بالاتر از سطح دریا واقع شده‌است.